# بهاوانا (بازیگر کنادا)
ناندینی رامانا (انگلیسی: Nandini Ramanna) که بیشتر با نام هنری بهاوانا رامانا شناخته می‌شود، یک بازیگر هندی است که بیشتر در صنعت فیلم کنادا کار می‌کند. او یک رقاص بهاراتاناتیام است که سه جایزه فیلم ایالت کرناتکه را دریافت کرده و در فیلم صلح نقش آفرینی کرد، فیلمی که وارد کتاب رکوردهای جهانی گینس شده‌است. بهاوانا رامانا، مدیر تولیدات نمایشی هوم تاون، مرکز مدیریت تولید نمایش‌های رقص و موزیک است.

## فیلم‌شناسی
| سال  | فیلم          | نقش          | زبان  | نکات                                                 | مرجع  |
| ---- | ------------- | ------------ | ----- | ---------------------------------------------------- | ----- |
| ۲۰۰۰ | دیوالی        |              | کنادا |                                                      | [ ۳ ] |
| ۲۰۰۲ | پروا          |              | کنادا |                                                      | [ ۴ ] |
| ۲۰۰۴ | صلح           | شانتی        | کنادا |                                                      |       |
| ۲۰۰۶ | خانواده       | دختر ویرندرا | هندی  |                                                      |       |
| ۲۰۱۰ | عزیزترین ناجی | نیتا         | کنادا |                                                      | [ ۵ ] |
| ۲۰۱۲ | باگیراتی      | باگیراتی     | کنادا | برنده جایزه فیلم ایالت کرناتکه برای بهترین بازیگر زن | [ ۶ ] |
| ۲۰۱۶ | بی پاسخ       | همسا         | کنادا |                                                      | [ ۷ ] |

## پیوند بیرونی
- Bhavana در بانک اطلاعات اینترنتی فیلم‌ها (IMDb)